# Eremurus inderiensis
Eremurus inderiensis är en grästrädsväxtart som först beskrevs av Friedrich August Marschall von Bieberstein, och fick sitt nu gällande namn av Eduard August von Regel. Eremurus inderiensis ingår i släktet Eremurus och familjen grästrädsväxter. Inga underarter finns listade i Catalogue of Life.